# أوري أور
أوري أور (بالعبرية:אורי אור) سياسي إسرائيلي وضابط عسكري سابق في الجيش الإسرائيلي ولد عام 1939 وألتحق بالجيش سنة 1957 في حرب 1967 قاد اللواء المدرع السابع، رفع لرتبة عقيد في أغسطس 1973 وعين أمراً للواء المدرع 679 الذي خاض حرب أكتوبر على الجبهة السورية في الجولان، في 1976 تولى قيادة فرقة في الجولان، تولى فيما بعد قيادة المنطقة الوسطى ثم المنطقة الشمالية حتى 1987، أحيل للتقاعد بعد خدمة عسكرية استمرت 30 عاما، انضم لحزب العمل الإسرائيلي وانتخب عضوا في الكنيست عام 1988 أعيد انتخابه عام 1992.